# Lisa Marie Trense
Lisa Marie Trense (* 2008 in Hamburg) ist eine deutsche Filmschauspielerin, die als Kinderdarstellerin startete.

## Leben
Lisa Marie Trense stand erstmals 2015 vor der Fernsehkamera. In der Serie Bad Cop – kriminell gut spielte sie 2017 als „Selma Starck“ mit. 2019 spielte sie im Drama Weil du mir gehörst die Tochter Anni Ludwig.

## Filmografie (Auswahl)
- 2016: Notruf Hafenkante (Fernsehserie, eine Folge)
- 2017: Neben der Spur – Dein Wille geschehe
- 2017: Bad Cop – kriminell gut (Fernsehserie, 7 Folgen)
- 2017: Das Nebelhaus
- 2017: Eine gute Mutter
- 2018: Das Märchen von der Regentrude
- 2019: Inga Lindström: Auf der Suche nach dir
- 2019: Weil du mir gehörst
- 2021: Lena Lorenz: Retterbaby
- 2021: Stralsund: Das Manifest
- 2021: Stralsund: Medusas Tod
- 2022: Lucy ist jetzt Gangster
- 2023: Das Lehrerzimmer